# Projet Archipel
Le projet Archipel était un projet d'aménagement du territoire visant d'une part l'aménagement hydraulique dans un dessein de protection contre les inondations et de production énergétique, et d'autre part la mise en valeur récréotouristique et faunique de l'archipel d'Hochelaga autour de Montréal au Québec (Canada). 
Le mégaprojet, lancé au milieu des années 1970 sous l'impulsion du premier gouvernement de René Lévesque, était coordonné par un secrétariat relevant du gouvernement du Québec, chargé de porter le projet et lier les multiples intervenants impliqués. Planifié pour être financé avec l'électricité produite notamment par une centrale sur le fleuve Saint-Laurent, le projet est abandonné au milieu des années 1980, en pleine récession économique et après un changement de gouvernement.

## Histoire

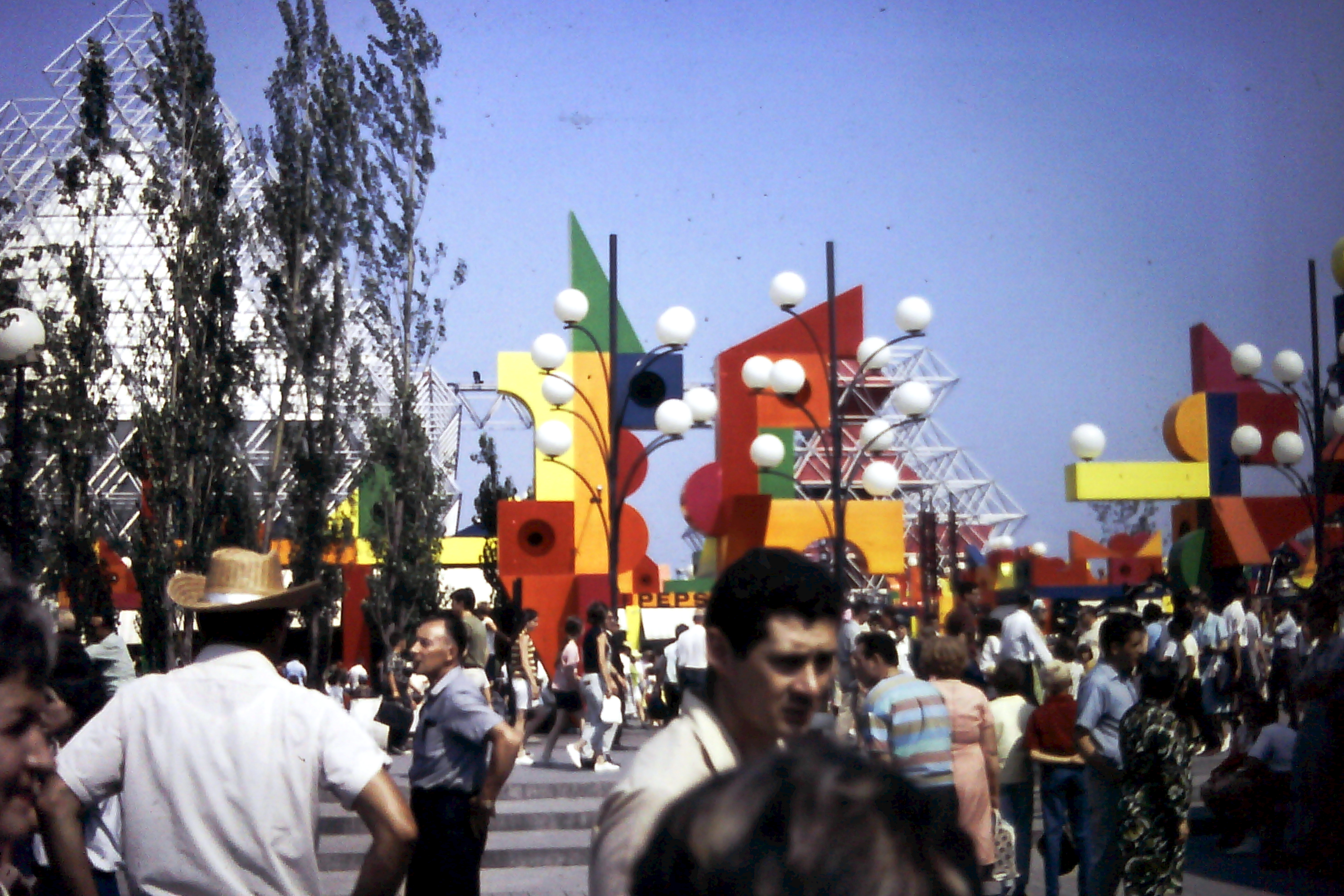
En 1967, Montréal est en pleine effervescence. La ville accueille l'exposition universelle et en profite pour entamer une réflexion sur l'aménagement de son territoire.

### Montréal horizon 2000: vers une métropole postmoderne
En 1967, après de nombreuses recommandations en ce sens de différentes commissions et alors que les planificateurs prennent consciences du caractère métropolitain du grand Montréal tandis qu’on y prévoit dix millions d’habitants pour l’an 2000, le service d’urbanisme de la ville de Montréal présente un plan-témoin d’aménagement. Montréal horizon 2000 présente une vision globale pour l’aménagement d'une métropole moderne : on y propose de fortifier le centre et de concentrer l’urbanisation autour de corridors de transport et de villes satellites dans une configuration en forme d’étoile rayonnant à partir du centre-ville. Le plan qualifié d’ambitieux prévoit que les espaces entre les branches de l’étoile seraient constitués d’espaces verts ou libres, et que ces espaces situés à même les lieux habités seraient affectés à la conservation, aux loisirs et au récréo-tourisme, afin d’offrir une alternative de proximité aux régions de villégiature plus éloignées ― Laurentides, Cantons-de-l’Est. Les boisés des collines montérégiennes, les forêts de Laval, Saint-Amable, Verchères, Terrebonne, ainsi que ce qui restait de trécarrés boisés étaient pointés comme espaces potentiellement requalifiables en forêt publiques.
À défaut d’une gouvernance potente et adéquate, Horizon 2000 n’est jamais mis en marche, la région montréalaise étant alors divisée en plus d'une centaine de municipalités. Les tentatives subséquentes de créer un office métropolitain d’aménagement avortent pour la plupart avorté ou résultent en la création d’organismes aux pouvoirs ou au territoire limités, avec pour conséquence une gestion déficiente des problématiques environnementales, particulièrement sur le plan hydrique, et d'accès aux espaces verts.

### Les inondations de 1974 et 1976

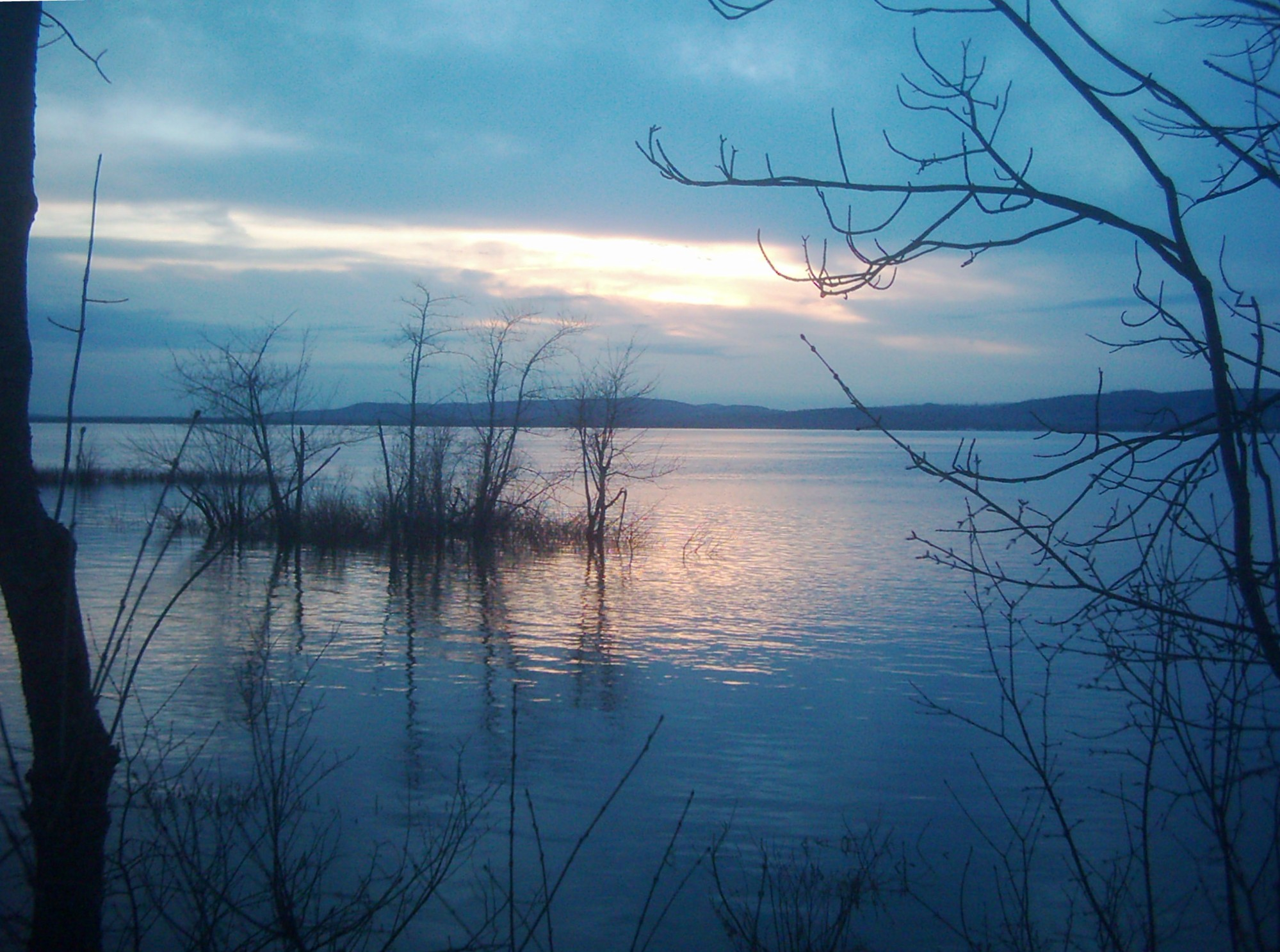
Le lac des Deux-Montagnes sort de son lit à deux reprises au milieu des années 1970. L'archipel autour de Montréal est particulièrement touché.

Aux printemps 1974 et 1976, le lac des Deux Montagnes, de même que ses émissaires, les rivières des Mille Îles et des Prairies, connaissent des crues centennales, inondant le nord et l'ouest de l'île de Montréal, de même que l'île Jésus et la rive nord de l'archipel. La crue de l'Outaouais, dont le débit représente la moitié de celui du Saint-Laurent au printemps, est identifié comme responsable du refoulement du lac des Deux Montagnes et des rivières des Prairies et des Mille Îles. La gestion des barrages du bassin inférieur de la rivière des Outaouais est mise en cause. Si le bassin supérieur comprend de nombreux barrages et réservoirs destinés à accumuler l'eau de fonte, le bassin inférieur est peu contrôlé. La propriété des barrages du cours inférieur est répartie entre Hydro-Québec, Ontario Power Generation, Travaux publics Canada et le ministère de l'Environnement du Québec, et leur coordination est déficiente. 
Un comité fédéral-provincial sur la régulation des eaux de la région de Montréal est créé en 1976 afin d'étudier des solutions aux inondations récurrentes. Le comité fait le constat que les bénéfices sociaux de l'immunisation ne sauraient surpasser le coût de chacune des infrastructures nécessaires à la protection contre les inondations. En parallèle, Hydro-Québec cherche à exploiter le potentiel hydroélectrique de la confluence de l'Outaouais et du Saint-Laurent, et un second comité fédéral-provincial étudie les problèmes de qualité de l'eau du fleuve. Les astres sont alors alignés pour une action concertée.

### Propositions
En 1979, le Comité interministériel sur le projet d'aménagement des eaux de l'archipel de Montréal dépose une étude de préfaisabilité sur la réalisation d'un projet d'aménagement intégré. L'étude commande la création du Secrétariat Archipel, ayant pour mission de coordonner l’aménagement hydraulique de l’archipel de Montréal, afin de régulariser le débit, mettre à profit cette régularisation par l’exploitation de la force hydroélectrique et aménager à des fins récréatives, touristiques et de conservation faunique les berges des cours d’eau montréalais. Le projet intégrant mise en valeur économique et satisfaction de besoins sociaux est fortement inspiré des grands plans d’aménagement des vallées des fleuves Tennessee (États-Unis) et Rhône (France). Le secrétariat, relevant du ministre provincial délégué à l’aménagement, doit être le pivot des acteurs : les 48 municipalités touchées, la communauté urbaine de Montréal, le conseil Mohawk de Kahnawake, le gouvernement fédéral, les groupes d’intérêt locaux et sectoriels et le comité interministériel Archipel (Affaires Municipales, Énergie et Ressources, Environnement, Loisir, Chasse et Pêche, Office de Planification et Développement du Québec, Hydro-Québec), chargé de la coordination et de l’harmonisation des aspects techniques.

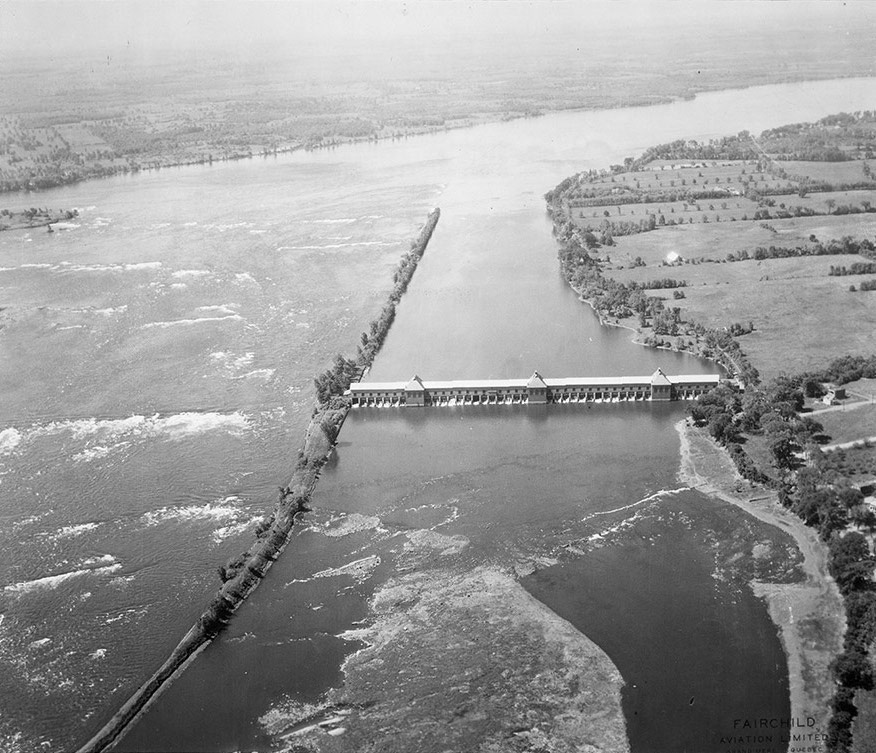
L'un des pivots du projet était la reconstruction d'une centrale au fil de l'eau dans les rapides de Lachine.

#### Volet bleu: dompter le Saint-Laurent
L'étude de préfaisabilité de 1979 propose l'aménagement de 21 ouvrages et deux barrages, dont les centrales devraient produire 1 440 MW pour un coût total de 3,6 G$. L'étude de 1979 prévoit un minimum d'aménagement récréatif des berges. Un rapport d'étape en 1981 prévoit plutôt une production d'environ 1 000 MW. Selon un rapport de 1984, avancées technologiques permettraient même la construction d'une centrale au fil de l'eau à Lachine, à l'emplacement d'une ancienne centrale. La centrale au fil de l'eau ne nécessite pas de digues, de réservoirs et de canal de dérivation ; l'espace ainsi libéré est réclamé par les municipalités aux fins d'aménagements récréotouristiques.
Le rapport de faisabilité de 1986 prévoit en détail le harnachement de la rivière des Outaouais afin d'en rediriger les crues vers le  lac Saint-Louis. Des ouvrages à l'exutoire du lac des Deux Montagnes sont prévus aux rapides du Grand-Moulin, sur la rivière des Mille Îles, de même qu'aux rapides Lalemant et du Cap-Saint-Jacques, en vue de réguler le débit des cours d'eau susceptibles de déborder, et de refouler les crues vers le lac Saint-Louis. Le lac Saint-Louis verrait quant à lui la capacité de ses exutoires augmentée, et cette capacité mise à profit par la construction de la centrale. On prévoit démanteler une digue aux sols lourdement contaminés à Lachine, ayant pour fonction de les eaux du fleuve pour alimenter le canal de Lachine, ce dernier étant fermé à la navigation commerciale depuis l'ouverture de la voie Maritime du Saint-Laurent. Le canal de cette dernière serait réaménagé afin de tripler la capacité (jusqu'à 750 m3/s), un évacuateur de crues devant être aménagé près de Sainte-Catherine.

#### Volet vert: un nouveau rapport aux espaces libres
Le projet prévoit que les aménagements hydrauliques devraient être conçus afin de permettre le libre passage des poissons et des embarcations de plaisance. Les ouvrages et structures devraient être accessible au public, voire carrément intégrés aux réseaux de transport de la métropole ― notamment pédestre et cyclable.
En réponse aux consultations menées entre 1980 et 1982 sur le projet le ministère Loisir, Chasse et Pêche crée en 1984 le parc national de l'Archipel afin de répondre à la demande sociale en espaces verts dans le grand Montréal. Le MLCP propose en 1984 dans la Politique des parcs en milieu urbain pour la région métropolitaine de Montréal une définition hypermoderne, mouvante d’une ville-parc verte et ouverte au sein d’un réseau intégrant les multiples échelles qui la composent,. Jean Décarie, urbaniste au Secrétariat Archipel, en résume l’essence :

« Le loisir dans le temps, comme le parc dans l’espace, ne sont plus l’exception, la permission et, en ce sens, la négation du travail et de la ville. Ils se mêlent aux autres espaces dans un nouveau rythme qui a cessé d’être à deux temps. […] [L’enjeu du projet de parc national Archipel] : la possibilité de réapproprier, au-delà des espaces bleus ou verts, le processus même de production de l’espace, coproduction de l’homme et de la nature [et le défi se place] au-delà de la conservation-consommation, au niveau supérieur de la technologie expérimentale de l’organisation collective démocratique et scientifique de l’espace et du temps. »

### Échec du projet et postérité

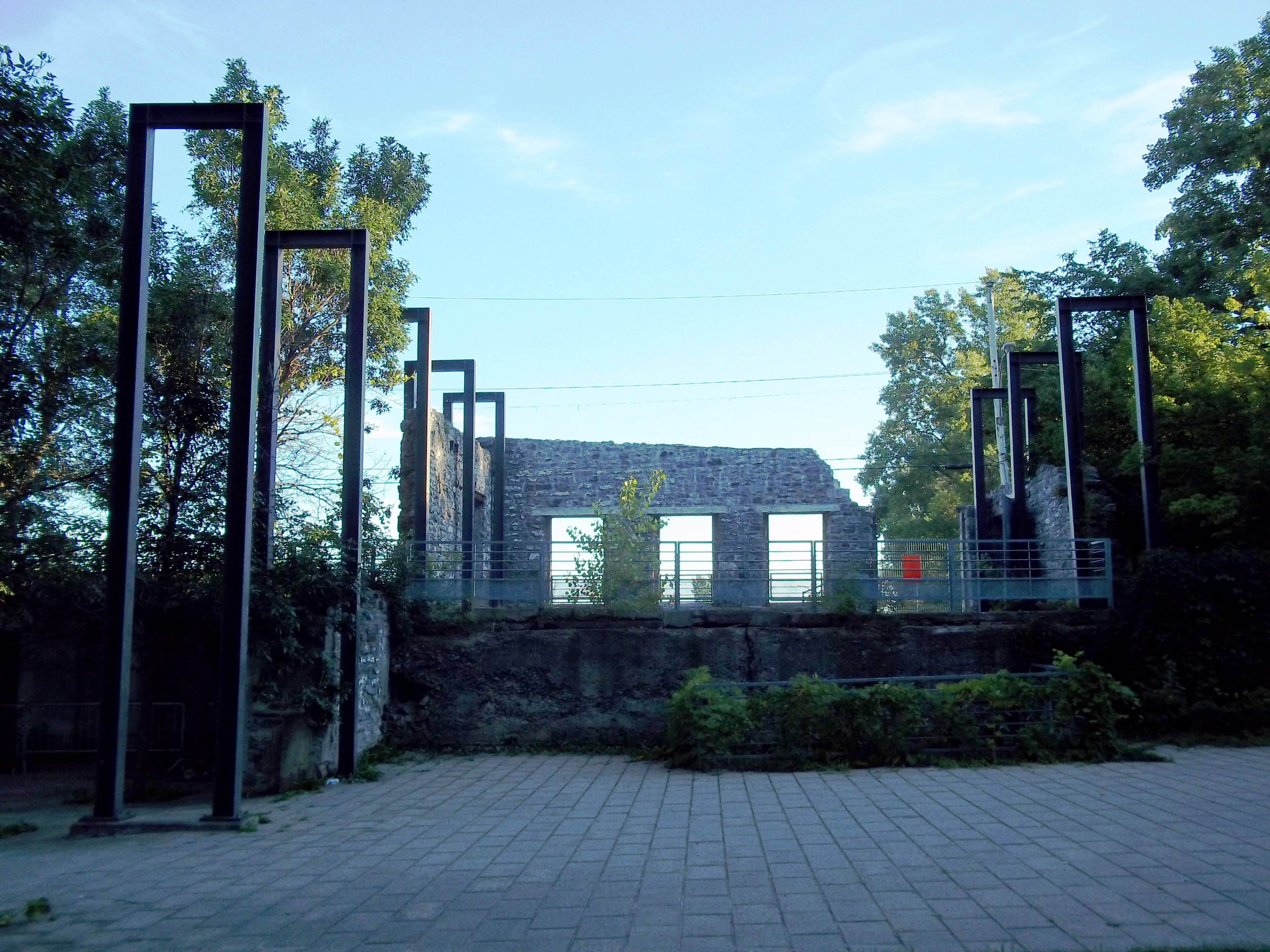
Le parc-nature de l'Île-de-la-Visitation constitue l'un des legs de la réflexion derrière le projet Archipel. Le parc-nature, aménagé à même la centrale de la Rivière-des-Prairies, est un témoin de l'interaction entre nature et culture.

La récession du début des années 1980 ayant entraîné une baisse de la consommation énergétique, le volet hydraulique est devenu non rentable au fil des études,. Aussi, les Mohawks de Kahnawà:ke s'opposent au projet depuis ses débuts.
L’année suivant l'annonce du projet, alors que l’on prévoyait lancer une consultation, le Parti québécois, défenseur du projet, est défait aux élections générales québécoises de 1985. L’idée du parc national de l’Archipel ne séduit pas le nouveau gouvernement formé du Parti libéral. Cette année-là, le projet de centrale dans les rapides de Lachine est définitivement largué par Hydro-Québec et le ministère de l'Énergie est des Ressources naturelles, avant même que ne paraisse le rapport final. 
Quelques idées émises dans le plan se sont tout de même matérialisées de facto par l’impulsion non-concertée des acteurs, sans une mise en réseau métropolitaine. Du volet hydraulique, le barrage de l'Étang-Masson est mis en service en 1980, l'évacuateur de crues de la centrale de la Rivière-des-Prairies est rénové en 1985, et le barrage du Grand-Moulin est construit en 1985. Les parcs-nature de la Communauté urbaine de Montréal sont planifiés à partir de 1979, et les parcs nationaux des Îles-de-Boucherville, du Mont-Saint-Bruno et d'Oka sont respectivement créés en 1984, 1985 et 1990. En 1987, reprenant l'idée avancée pour le parc national de l'Archipel, Jean Doré annonce l'aménagement d'une grande plage pour Montréal, qui est réalisée sur l'île Notre-Dame.